# Rivula basalis
Rivula basalis là một loài bướm đêm trong họ Erebidae.